# Mond (orgaan)

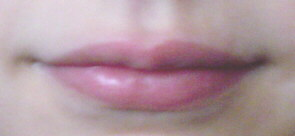
De mond wordt in het gezicht door de lippen begrensd.

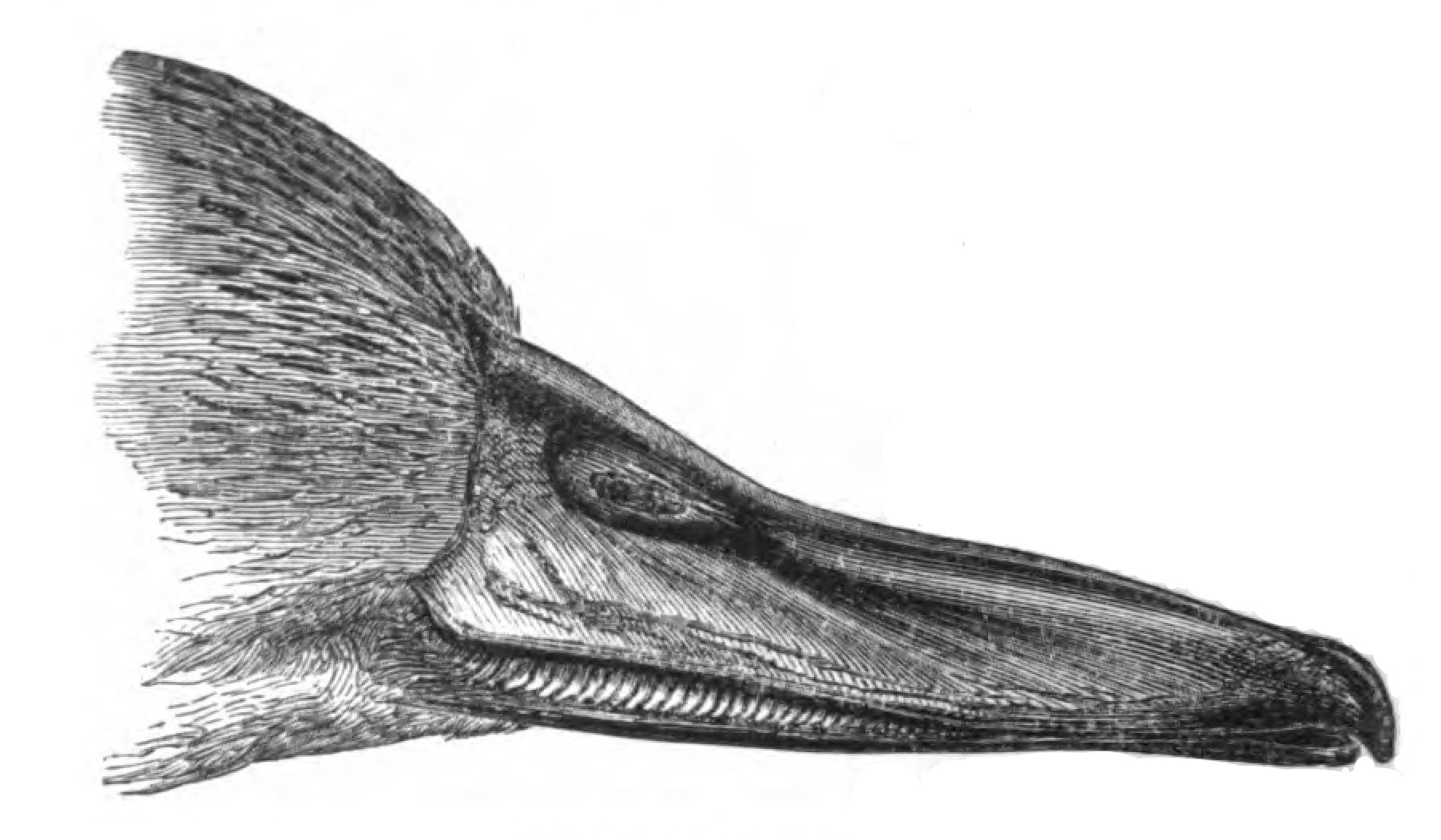
De snavel van een eend komt met de mond van de mens overeen.

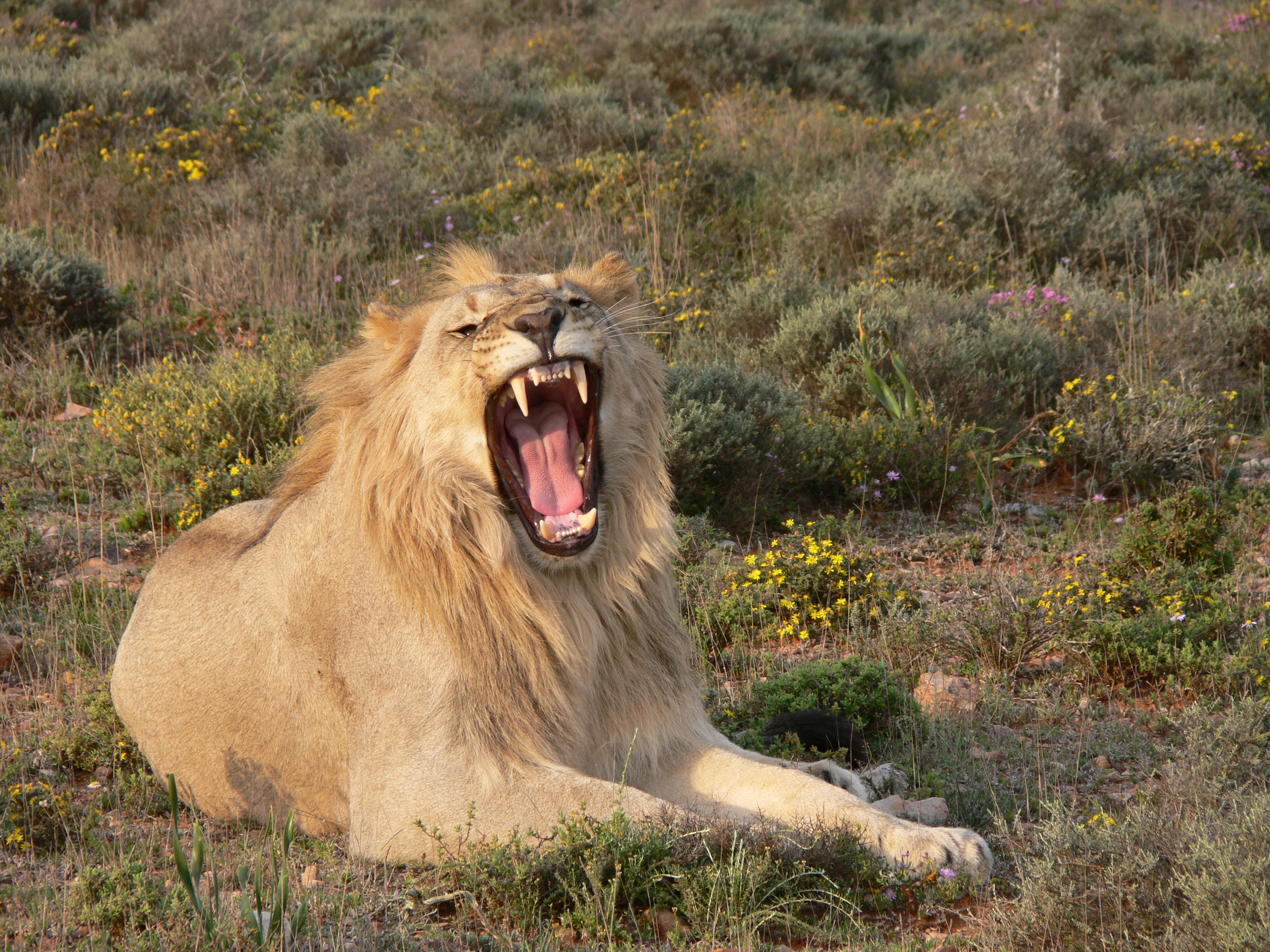
Open muil van een leeuw

De mond, bek of muil is een orgaan in de vorm van een holte in het hoofd van mensen en de kop van de meeste dieren. Mond, bek en muil zijn homologe begrippen. Het is de opening van het maag-darmstelsel: al het voedsel en alle drank komen door de mond in het lichaam. 

## Mens
Er zijn zowel duidelijke overeenkomsten als belangrijke verschillen tussen mensen en andere zoogdieren wat betreft anatomie en functie van de mond. De rol die de menselijke mond speelt in het voortbrengen van gesproken taal is met de manier te vergelijken waarop veel zoogdieren geluid voortbrengen. De rol van de mond bij de ademhaling en de spijsvertering is bij dieren ook hetzelfde, evenals de anatomische bouw.

## Dier
Het met de mond homologe orgaan wordt bij paarden ook de mond genoemd, maar bij de andere dieren is het anders. Naargelang het soort dier,  wordt gesproken van een muil, maar dan meestal ook bek, bij de zoogdieren en reptielen, een bek, onder andere bij vissen en de geleedpotigen, een snavel bij de vogels of mondwerktuig bij de insecten. Er zijn diersoorten zonder het met de mond homologe orgaan, zoals de lintwormen.
Een gemeenschappelijk kenmerk van alle gewervelden is dat de eerste uitwendige opening vormt van het spijsverteringsstelsel, dus de ingang voor alle voedsel en drank, terwijl de anus de tweede uitwendige opening hiervan is, ofwel de uitgang. Bij de Protostomia ontwikkelt gedurende de embryonale fase het eerste uiteinde zich tot de mond en het tweede zich tot de anus. Bij Deuterostomia is de ontwikkeling precies andersom.
Mond · 
Huig · 
Keel · 
Farynx · 
Strotklepje · 
Slokdarm · 
Maag · 
Twaalfvingerige darm · 
Papil van Vater · 
Alvleesklier · 
Lever · 
Galblaas · 
Nuchtere darm · 
Kronkeldarm · 
Dunne darm · 
Blindedarm · 
Wormvormig aanhangsel · 
Dikke darm · 
Endeldarm · 
Anus